# Малиновский, Роберт
Роберт Малиновский (пол. Robert Malinowski, род. 1 марта 1957 года, Варшава, ум. 13 декабря 2021 года) — польский волейболист, военнослужащий, призёр Чемпионатов Европы, участник XXII Летних Олимпийских игр 1980 года в Москве.
Первый успех был на Чемпионате Европы среди юниоров в 1975 году в Оснабрюке, где сборная Польши завоевала бронзу. В 1977 году в Монпелье стал с командой 4-м на чемпионате Европы среди юниоров.
Играя за клуб «Легия (Варшава)», трижды становился чемпионом Польши (1983,1984,1986), дважды брал серебро (1982, 1985). В 1984 и 1986 годах завоевал Кубок Польского Союза Волейбола.
В Сборной Польши по волейболу провёл 68 матчей (1979—1981). Дважды серебряный призёр чемпионатов Европы — в 1979 году во Франции и в 1981 году в Болгарии.
Участник XXII Летних Олимпийских игр 1980 года в Москве. На волейбольном турнире команда Польши заняла 4 место.
Умер 13 декабря 2021 года.